# Principes
Pour les articles homonymes, voir Principe.
Les principes également appelés principia  (du latin princeps, premier) sont les soldats de la première ligne (d'où leur nom) puis ultérieurement de la deuxième ligne dans la légion romaine des premiers siècles de la République romaine.

## Historique
Initialement, les premiers Latins appelaient principes et principia l'avant-garde, les premiers bataillons que l'on opposait aux ennemis. Cette tactique ayant changé, on fit passer ces bataillons aux secondes lignes, et on les mit entre les hastati et les triarii mais on leur laissa leur premier nom, principes.
Les principes étaient des soldats expérimentés dans la maturité de l’âge. Leurs armements étaient constitués d'une cotte de mailles, la Lorica hamata empruntée aux Gaulois, d'un glaive court, le glaive pris aux Espagnols, et d'un ou deux javelots, le pilum, fait pour se tordre à l'impact dans un bouclier ennemi afin de handicaper l'adversaire dans ses mouvements et de l'empêcher de le réutiliser.
Après la réforme de l'armée romaine opérée par Marius, ils formaient la seconde ligne dans chaque cohorte, unité tactique plus petite que la légion. Les principes chargeaient après les hastati afin de les relayer contre un ennemi puissant. Les principes étaient mieux armés et entrainés que les hastati, ils étaient aussi issus d'une classe de population plus élevée, mais plus basse que celle des triarii.